# Parangitia micapennis
Parangitia micapennis là một loài bướm đêm trong họ Noctuidae.